# Rauchenkatsch
Rauchenkatsch ist eine abgegangene Felsenburg im Kärntner Katschtal. Sie diente lange Zeit dem Erzbistum Salzburg zur Sicherung des Handelsweges über den Katschberg und war zeitweise Sitz eines Salzburger Landgerichts, verlor aber im Spätmittelalter allmählich an Bedeutung und verfiel. Die Ruine der Burg fiel schließlich in den 1960er Jahren dem Straßenbau zum Opfer.

## Lage
Die Burg befand sich auf etwa 1050 m Seehöhe im heutigen Gemeindegebiet von Krems in Kärnten. Etwas nördlich der Ortschaft Kremsbrücke, wo das schluchtartige Tal der Lieser nach Norden in das weitläufigere Katschtal übergeht, wurde auf einem steilen Felsen neben der Lieser die Burg Rauchenkatsch errichtet. 

## Geschichte
Wann genau die Burg errichtet wurde, ist nicht bekannt. Einer Legende zufolge bestand bereits zur Zeit der Römer dort ein Kastell oder ein Wachturm, wofür es aber keine Belege gibt.
Das Gebiet um die Burg gelangte im Jahr 1007 durch eine Schenkung von Heinrich II. an das Bistum Freising. Für die Freisinger, die zu dieser Zeit über ausgedehnten Besitz in Kärnten verfügten, war das Gut an der oberen Lieser jedoch zu weit abgelegen, so dass sie es im Zuge eines Tausches an das Erzbistum Salzburg abtraten.
Die älteste urkundliche Erwähnung der Burg als castrum chaetze stammt aus einer Urkunde aus dem Jahr 1197, in der ein Gütertausch des Erzbischofs Adalbert mit dem Benediktinerstift Millstatt besiegelt wurde, eines der betreffenden Güter befand sich unweit der Burg. Am 4. Mai 1201 wurde die Burg durch ein starkes Erdbeben, das bis ins Drautal hinunter verheerende Schäden verursachte, vernichtet. Sie wurde aber offenbar bald wiedererrichtet und in einer Urkunde von 1241 wird sie erstmals als Rouhenkaze, also Rauchenkatsch, genannt; das Attribut rauhe ist dabei im Sinne von „fest, unbezwingbar“ zu deuten. 
Rauchenkatsch wurde von Ministerialen, also adligen Gefolgsleuten des Erzbistums Salzburg verwaltet. Die Festungsmauer der Burg zog sich zur Straße hinab und reichte von deren anderen Seite an einem Steilhang bis in den Wald hinein, so dass die Herren von Rauchenkatsch die Straße jederzeit absperren konnten.
Wie aus einer Urkunde aus dem Jahr 1487 hervorgeht, besaß Rauchenkatsch zu dieser Zeit einen Burgfried und verfügte über die niedere Gerichtsbarkeit. Die Blutgerichtsbarkeit oblag dem Landgericht in Gmünd.
Im Jahr 1605 verkaufte der Salzburger Erzbischof Wolf Dietrich von Raitenau die Burg Rauchenkatsch an seinen Bruder Hans Rudolf von Raitenau, der erst 1601 in den Besitz der Stadt Gmünd gelangt war. 1639 wechselte die Festung mit dem neuen Gmünder Stadtherren Christoph Lodron erneut den Besitzer. Auch wenn die Bedeutung der Burgen seit dem Spätmittelalter stetig abgenommen hatte, besaß Rauchenkatsch noch im Jahr 1811 einen eigenen Burgrichter.
Die Reste der Ruine Rauchenkatsch wurden 1967 bei der Verlegung der Bundesstraße 99 nach einem Erdrutsch zerstört. 
An die Herren von Katsch, von denen einige als Pfleger und Richter auf Rauchenkatsch bezeugt sind, erinnert das Wappen der Gemeinde Rennweg am Katschberg, die deren Wappen mit den einander den Handschlag reichenden Armen übernahm.